# Bruno Maïorana
Bruno Maïorana és un dibuixant de còmics i il·lustrador francès, nascut el 23 de desembre de 1966 a Angoulême (Charente).

## Biografia
Maïorana es va matricular a l'escola Beaux Arts d'Angoulême per especialitzar-se en còmic, on va conèixer Alain Ayroles i Thierry Leprévost, amb els quals va col·laborar després. Tanmateix, Maïorana va abandonar els estudis abans de graduar-se per treballar com il·lustrador a l'estudi d'animació IDDH, on també treballarien Ayroles i Leprévost durant un temps.
El primer projecte de còmic de Maïorana, Garulfo, va venir d'una idea d'Alain Ayroles amb el propòsit de capgirar els clàssics contes de fades. En principi, Ayroles pretenia il·lustrar ell mateix la història, però els editors li van aconsellar que trobés algú més capacitat, ja que no els van convèncer els esborranys que els havia presentat. Després d’aconseguir la col·laboració del seu amic Bruno Maïorana, Delcourt (editor) va acceptar publicar Garulfo, una sèrie de sis àlbums que van aparèixer entre 1995 i 2002, i va ser tot un èxit comercial i de crítica, arribant a vendre's un total de 300.000 exemplars a tot França.
El segon projecte de Maïorana es va iniciar el 2009, també amb Alain Ayroles al guió i igualment publicat per Delcourt, aquesta vegada per il·lustrar el còmic titulat simplement D, ambientat al Londres victorià. Així com es va fer a Garulfo en relació als contes de fades, en aquest cas la trama fa un gir als contes gòtics de vampirs revisant principalment el mite de Dràcula. Se’ns explica la història d'un xuclador de sang amb situacions i personatges totalment paròdics, enllaçant efectes i girs, i desarmant la tensió dramàtica de la història amb humor.

### Abandonament del còmic
Malgrat l'èxit de les dues sèries, Maïorana va compartir les seves preocupacions sobre el futur del còmic amb els fans a través de Facebook, L’any 2014 va anunciar a través de la seva pàgina que deixaria definitivament la indústria. El motiu d'aquesta sortida tan inesperada es va atribuir a motius econòmics, materials, filosòfics i personals. A part de fer al·lusió a un “mercat saturat” que s'havia tornat inviable econòmicament, denunciava el sistema de retribució basat en terminis, pel qual cada pàgina ha de lliurar-se en un determinat termini, independentment de la quantitat de treball que requereixi. Maïorana es dedica a la il·lustració, en totes les seves formes, preferint la forma clàssica de treballar en blanc i negre, i amb la ploma, la seva eina preferida.

## Obra
- Garulfo amb Alain Ayroles (guió)

1. De mares en châteaux (1995)
2. De mal en pis (1996)
3. Le Prince aux deux visages (1997)
4. L'Ogre aux yeux de cristal (1998)
5. Preux et prouesses (2000)
6. La Belle et les Bêtes (2002)

- D amb Alain Ayroles (guió). D. Diario de un no muerto (en castellà). Norma Còmics.

1. Lord Faureston (2009).
2. Lady d'Angerès (2011).
3. Monsieur Caulard (2014).